# فلم أكشن

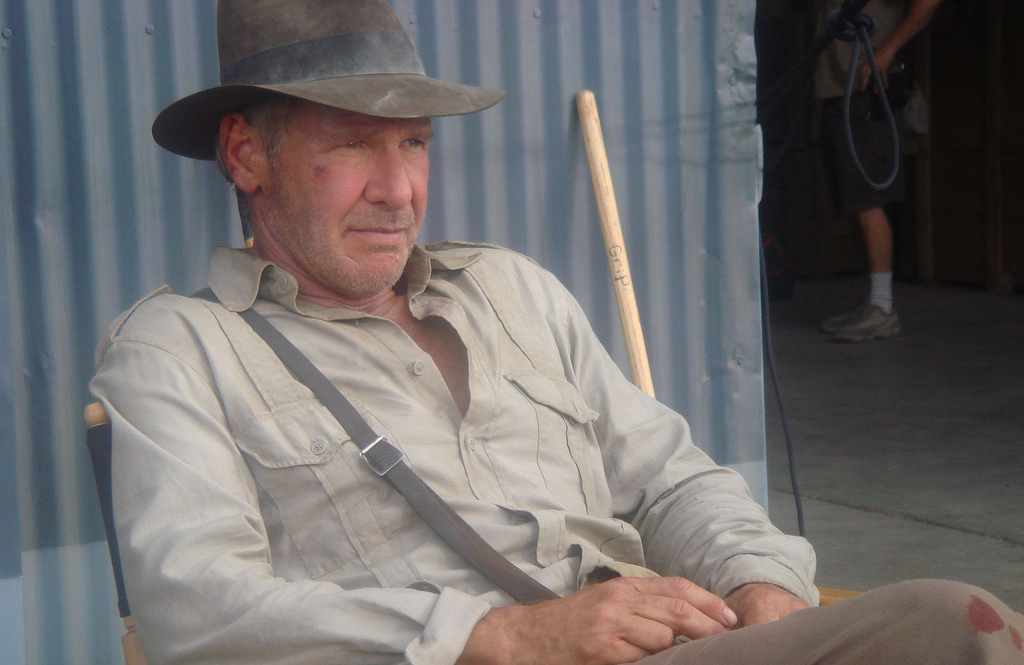
المقطع الأول من سلسلة أفلام إنديانا جونز، إحدى أفلام الأكشن التي أثرت في الثقافة الشعبية

فلم أكشن أو فلم حركة هو أحد تصنيفات الأفلام حيث يُدفع فيه بطل الرواية أو أبطالها إلى سلسلة من الأحداث التي تتضمن عادة العنف والقتال الطويل والمناقب الجسدية والمطاردات الهائجة. تميل أفلام الحركة إلى إظهار بطل واسع الحيلة يكافح ضد الصعاب الفظيعة، والتي تشمل المواقف التي تهدد الحياة أو العدو الشرير أو المطاردات التي تنتهي عادة بانتصار البطل (على الرغم من انتهاء عدد قليل من أفلام هذا النمط بانتصار الشرير بدلاً من ذلك). سهلت التطورات في مجال الصور المُنشأة بالحاسوب إنشاء مشاهد الحركة وغيرها من المؤثرات البصرية التي تطلبت في السابق جهود محترفي طواقم الألعاب البهلوانية وخفضت تكلفتها. ومع ذلك، كانت ردود الفعل على أفلام الحركة التي تحتوي على كميات كبيرة من الصور المُنشأة بالحاسوب مختلطةً، فغالبًا ما تتعرض الأفلام التي تستخدم رسوم الحاسوب المتحركة لإنشاء أحداث غير واقعية وغير معقولة للنقد. بدأ تصنيف «فلم حركة» في التطور في سبعينيات القرن الماضي جنبًا إلى جنب مع زيادة الألعاب البهلوانية والمؤثرات الخاصة فيه على الرغم من أنه لطالما كان عنصر الحركة (الأكشن) مكونًا متكررًا في الأفلام. عادةً ما تتضمن مشاهد الحركة الشائعة في الأفلام -على سبيل المثال لا الحصر- الانفجارات ومطاردات السيارات والملاكمات بالأيدي وإطلاق النار.
يرتبط هذا النوع الفني بشكل وثيق مع تصنيف التشويق والمغامرة، كما قد يتضمن بعض عناصر الدراما أو أدب الجاسوسية. 

## أفراد بارزون في هذا النمط

### الشخصيات والممثلات الإناث
تتضمن مجموعة الممثلات الإناث اللواتي قدمن أدوارًا رئيسيةً ونشطةً في أفلام الحركة كلًا من غال غادوت، وبري لارسون، وإليزابيث أولسن، وميشيل يوه، ولوسي لو، وسينثيا روثروك، وميشيل رودريغيز، وميلا جوفوفيتش، وكيت بيكنسيل، وأنجلينا جولي، وسكارليت جوهانسون، وأوما ثورمان، وساندرا بولوك، وزوي سالدانا، وسيغورني ويفر، وليندا هاميلتون، وسانا لاثان، وجينا ديفيس، وهالي بيري، وإميلي بلنت، وزانج زيي، وماجي كيو، وكيرا نايتلي، وتشارليز ثيرون، وديمي مور، وكاميرون دياز، ودرو باريمور، وجينيفر لورنس، وأنيت أوتول، وجينيفر كونلي، وبريجيت نيلسن، وكاري- آن موس، ولوري بيتي، وجيسيكا ألبا، وجيمي لي كرتيس. عبرت زوي بيل الحدود مؤخرًا لتصبح بحد ذاتها نجمة أفلام حركة وذلك بعد مسيرة ناجحة في الألعاب البهلوانية، وقد دخلت أيضًا كل من روندا روزي وجينا كارانو -اللتين تمتلكان خلفية في فنون القتال المختلطة- مجال أدوار الحركة.
تُنتج أعداد متزايدة من أفلام الحركة التي تشارك فيها النساء في أدوار البطولة. يحتفي مهرجان «نساء أرتميس في أفلام الحركة» السينمائي بهذه الأفلام، إذ يكرم النساء اللواتي يعملن كممثلات وممثلات بديلات ومخرجات في أفلام الحركة. يعمل معهد جينا ديفيز المعني بالنوع الاجتماعي في وسائط الإعلام على توثيق وقت ظهور النساء على الشاشة وتمثيلهن في جميع تصنيفات الأفلام بهدف تحسين المساواة في العمل للممثلات. يظهر تحليل الجمل المنطوقة في أفلام الحركة هيمنة الحوار الذكوري على العديد من الأفلام الحديثة في هذا النوع. يظهر تحليل الجمل لأشهر أفلام بلوك باستر لعام 2016 محدودية حوار شخصية البطلة في فلم روج ون: إي ستار وورز ستوري (روج ون: قصة من حرب النجوم) والبطلات في سويسايد سكواد (الفرقة الانتحارية) وكابتن أمريكا: سيفل وور (كابتن أمريكا: الحرب الأهلية)، على الرغم من الترويج الكبير لهذه الشخصيات.
يناصر بعض الممثلين الذكور كما يبدو قضية المرأة في أفلام الحركة. أُشيد بتوم كروز لعلاقاته اللاجنسية على الشاشات مع النجمات الأخريات -كوبي سمولدرز في جاك ريشر: نيفر غو باك (جاك ريتشر: لا عودة مطلقًا) وإميلي بلنت في إيدج أوف تومورو (حافة الغد). حصل توم كروز على جائزة مهرجان أرمتيس للتمرد على أفلام الحركة، وذلك بسبب مناصرته لوجود بطلات إناث قويات في هذا النوع من الأفلام. 